# USS Solar (DE-221)
USS Solar (DE-221) là một tàu hộ tống khu trục lớp Buckley được Hải quân Hoa Kỳ chế tạo trong Chiến tranh Thế giới thứ hai. Tên nó được đặt theo hạ sĩ quan Adolfo Solar (1900–1941), người từng phục vụ trên thiết giáp hạm Nevada (BB-36) và đã tử trận trong cuộc tấn công Trân Châu Cảng ngày 7 tháng 12, 1941. Nó đã phục vụ cho đến khi chiến tranh kết thúc, và gặp một tai nạn nổ đạn dược tại New Jersey vào ngày 30 tháng 4, 1946; do bị hư hại nặng quá mức có thể sửa chữa, lườn tàu được cho đánh đắm sau đó. Solar được tặng thưởng hai Ngôi sao Chiến trận do thành tích phục vụ trong Thế Chiến II.

## Thiết kế và chế tạo
Những chiếc thuộc lớp tàu hộ tống khu trục Buckley có chiều dài chung 306 ft (93 m), mạn tàu rộng 37 ft 1 in (11,30 m) và độ sâu mớn nước khi đầy tải là 11 ft 3 in (3,43 m). Chúng có trọng lượng choán nước tiêu chuẩn 1.400 tấn Anh (1.400 t); và lên đến 1.740 tấn Anh (1.770 t) khi đầy tải. Hệ thống động lực bao gồm hai turbine hơi nước General Electric công suất 13.500 mã lực (10.100 kW), dẫn động hai máy phát điện công suất 9.200 kilôwatt (12.300 hp) để vận hành hai trục chân vịt;  công suất 12.000 hp (8.900 kW) cho phép đạt được tốc độ tối đa 23 kn (26 mph; 43 km/h), và có dự trữ hành trình 6.000 nmi (6.900 mi; 11.000 km) khi di chuyển ở vận tốc đường trường 12 kn (14 mph; 22 km/h).
Vũ khí trang bị bao gồm ba pháo 3 in (76 mm)/50 cal trên tháp pháo nòng đơn có thể đối hạm hoặc phòng không, một khẩu đội 1,1 inch/75 caliber bốn nòng và tám pháo phòng không Oerlikon 20 mm. Vũ khí chống ngầm bao gồm một dàn súng cối chống tàu ngầm Hedgehog Mk. 10 (có 24 nòng và mang theo 144 quả đạn); hai đường ray Mk. 9 và tám máy phóng K3 Mk. 6 để thả mìn sâu. Khác biệt đáng kể so với lớp Evarts dẫn trước là chúng có thêm ba ống phóng ngư lôi Mark 15 21 inch (533 mm). Thủy thủ đoàn đầy đủ bao gồm 186 sĩ quan và thủy thủ.
Solar được đặt lườn tại Xưởng hải quân Philadelphia ở Philadelphia, Pennsylvania vào ngày 22 tháng 2, 1943. Nó được hạ thủy vào ngày 29 tháng 5, 1943; được đỡ đầu bởi bà Regina Solar, và nhập biên chế vào ngày 15 tháng 2, 1944 dưới quyền chỉ huy của Hạm trưởng, Thiếu tá Hải quân Hadlai A. Hull.

## Lịch sử hoạt động
Sau khi hoàn tất việc chạy nghiệm thu dọc theo sông Delaware và chạy thử máy huấn luyện tại khu vực Bermuda, Solar quay trở về Philadelphia vào đầu tháng 4, 1944 để sửa chữa sau chạy thử máy. Sau đó nó đi đến Casco Bay, Maine để tiếp tục huấn luyện, rồi cùng Đội đặc nhiệm 27.1 khởi hành từ New York vào ngày 25 tháng 4 trong thành phần hộ tống một đoàn tàu vận tải vượt Đại Tây Dương để hướng sang Casablanca, Tunisia. Đến nơi vào ngày 4 tháng 5, nó lại lên đường ba ngày sau đó cho hành trình quay trở về Hoa Kỳ, về đến New York vào ngày 16 tháng 5. Con tàu được điều sang Lực lượng Đặc nhiệm 64, và trong sáu tháng tiếp theo đã tiếp tục hộ tống thêm ba đoàn tàu vận tải khứ hồi từ các cảng bờ Đông sang khu vực Địa Trung Hải.
Vào ngày 16 tháng 12, Solar được điều sang phục vụ cùng Tư lệnh Huấn luyện Tác chiến Hạm đội Đại Tây Dương và tham gia vào việc huấn luyện thủy thủ đoàn các tàu khu trục và hộ tống tương lai. Đến ngày 2 tháng 2, 1945, nó quay trở lại hoạt động hộ tống vận tải vượt Đại Tây Dương trong thành phần Đội đặc nhiệm 60.9. Trong chuyến đi thứ nhất, Đoàn tàu UGS-72 của nó đụng độ với tàu ngầm U-boat Đức quốc xã và bị mất hai tàu chở dầu tại lối ra vào eo biển Gibraltar, nhưng bản thân Solar không trực tiếp đối đầu với đối phương. Nó được tiếp liệu tại Oran, Algeria trước khi lên đường hộ tống cho Đoàn tàu GUS-74 trong hành trình quay trở về Hoa Kỳ. Sau khi được sửa chữa trong xưởng tàu, nó tiếp tục hộ tống một đoàn tàu vận tải khác hướng sang Gibraltar.
Trong khi Solar đang trên đường hộ tống Đoàn tàu GUS-86 từ Oran quay trở về Hoa Kỳ, chiến tranh đã chấm dứt tại châu Âu. Nó chờ đợi để được đại tu tại New York, nhưng sau những lần trì hoãn và những mệnh lệnh mâu thuẫn được đưa ra, cuối cùng con tàu được sửa chữa tại Boston. Vào mùa Xuân năm 1945, nó được lệnh cải biến thành một tàu cột mốc radar tại Xưởng hải quân Philadelphia, nhưng xưởng tàu bị quá tải vào giai đoạn này, nên nó được phân công nhiệm vụ huấn luyện phối hợp cùng tàu ngầm tại New London, Connecticut. Đến ngày 18 tháng 7, nó đi đến Xưởng hải quân Boston để chuẩn bị được cử sang phục vụ tại Mặt trận Thái Bình Dương; tuy nhiên, do kế hoạch cải biến thành tàu cột mốc radar bị hủy bỏ, và cùng với việc Nhật Bản đã chấp nhận đầu hàng giúp kết thúc cuộc xung đột, con tàu được giữ lại vùng bờ Đông.
Rời Boston vào ngày 7 tháng 9, Solar tiến hành huấn luyện ôn tập tại khu vực vịnh Guantánamo, Cuba rồi khởi hành hướng đến khu vực Casco Bay, Maine. Tuy nhiên lúc đang trên đường đi, nó được lệnh chuyển hướng đến Miami, Florida để đảm trách vai trò soái hạm một đội tàu huấn luyện. Vào cuối tháng 10, nó viếng thăm Baltimore để tham dự lễ hội nhân ngày Hải quân, rồi đến ngày 19 tháng 12 nó lại được điều động sang dưới quyền Tư lệnh Lực lượng Thử nghiệm và Đánh giá Tác chiến để thực hành phòng không và dẫn đường máy bay tiêm kích. Nó chuyển sang vai trò tàu thử nghiệm sonar vào đầu năm 1946.
Vào ngày 30 tháng 4, 1946, Solar đang neo đậu tại Căn cứ Vũ khí Hải quân Earle, New Jersey để chất dỡ đạn dược. Lúc 11 giờ 30 phút, một quả đạn súng cối chống tàu ngầm Hedgehog đang được thủy thủ vận chuyển bị kích nổ, làm phát sinh thêm ba vụ nổ đạn dược tiếp nối theo. Các vụ nổ đã phá hủy hoàn toàn tháp pháo số 2 và làm hư hại nặng cầu tàu, phòng kiểm soát hỏa lực chính và ăn-ten chính; cả hai bên mạn tàu bị xé tung và toàn bộ sàn chính phía trước bốc cháy. Lệnh bỏ tàu được đưa ra sau vụ nổ thứ hai, nhưng không ngăn được bảy thủy thủ bị thiệt mạng và 30 người khác bị thương.
Việc cứu hộ Solar được tiến hành lúc 15 giờ 00, và phần cấu trúc thượng tầng hư hại nặng được cắt bỏ nhằm tránh con tàu không bị lật úp. Con tàu được kéo đến New York, nơi nó được cho xuất biên chế vào ngày 21 tháng 5, 1946, và được tháo dỡ mọi thiết bị còn có thể tái sử dụng được. Nó được kéo ra biển cách bờ 100 nmi (200 km) và bị đánh chìm vào ngày 9 tháng 6, 1946 tại độ sâu 700 sải (1.300 m). Tên nó được rút khỏi danh sách Đăng bạ Hải quân vào ngày 5 tháng 6, 1946.

## Phần thưởng
Solar được tặng thưởng hai Ngôi sao Chiến trận do thành tích phục vụ trong Thế Chiến II.
|  |                           |  |
|  | Bronze star · Bronze star |  |

| Dãi băng Hoạt động Tác chiến (truy tặng) |                                                                              |                                      |
| Huân chương Chiến dịch Hoa Kỳ            | Huân chương Chiến dịch Châu Âu-Châu Phi-Trung Đông với 2 Ngôi sao Chiến trận | Huân chương Chiến thắng Thế Chiến II |